# Łęczna
Łęczna è un comune urbano-rurale polacco del distretto di Łęczna, nella Polonia dell'est nella regione del voivodato di Lublino.
Ricopre una superficie di 74,9 km² e conta 24 623 abitanti.

## Geografia antropica

### Frazioni
A parte la stessa città che dà il nome al distretto di Łęczna, essa contiene, visto che è un comune urbano-rurale, altre frazioni: Ciechanki Krzesimowskie, Ciechanki Łęczyńskie, Karolín, Leopoldów, Łuszczów-Kolonia, Nowogród, Piotrówek Drugi, Podzamcze, Rossosz, Stara Wieś, Stara Wieś-Kolonia, Stara Wieś-Stasin, Trębaczów, Witaniów, Zakrzów e Zofiówka.

## Amministrazione

### Gemellaggi
- Treviolo[1]